# София Каролина Мария Брауншвейг-Вольфенбюттельская
София Каролина Мария Брауншвейг-Вольфенбюттельская (нем. Sophie Caroline Marie von Braunschweig-Wolfenbüttel; 8 октября 1737, Брауншвейг — 22 декабря 1817) — принцесса Брауншвейг-Вольфенбюттельская, в замужестве — маркграфиня Бранденбург-Байрейтская.

## Биография
София Каролина Мария — дочь герцога Карла I Брауншвейг-Вольфенбюттельского и Филиппины Прусской. София Каролина Мария рассматривалась в качестве невесты британского принца Георга, но в конечном счёте в 1758 году София Каролина Мария вышла замуж за маркграфа Фридриха III Бранденбург-Байрейтского, став его второй женой. Первая супруга Фридриха Вильгельмина Прусская приходилась Софии Каролине Марии тёткой. Маркграф умер через три года, и 26-летняя вдова уехала в Эрланген. Она много путешествовала, также покровительствовала местному университету. После смерти ее похоронили в склепе церкви Нойштадт Эрлангена.